# Seznam južnokorejskih kardinalov
Seznam južnokorejskih kardinalov.

## C
- Nicolas Cheong Jin-suk

## K
- Stephen Kim Sou-hwan

## Y
- Andrew Yeom Soo-jung
- Lazzaro You Heung-sik